# Rádio Nova Era
A Rádio Nova Era é uma emissora de rádio portuguesa sediada em Vila Nova de Gaia. Foi fundada a 9 de outubro de 1989.
Transmite em 100.1 FM e 101.3 FM para a cidade do Porto e Norte do país. No fim dos anos 2000 era a rádio jovem mais ouvida no Grande Porto [carece de fontes?].
Em 2006, recebe o prémio de “Melhor Rádio”, na categoria de Rádio, atribuído na Gala The Best of Porto.
Foi propriedade do empresário Aurélio Palha, assassinado a tiro em agosto de 2007, à porta da discoteca Chic, da qual era também proprietário.

## Música
A aposta na chamada música de dança faz com que a Nova Era se tenha destacado das outras emissoras, sendo considerada uma referência a nível nacional.
A Rádio lançou vários CD de música de dança, como o Nova Era DJ ou o Nova Era Flashback.
Em 2015, os modelos irmãos Guedes, Pedro e Ricardo Guedes, tiveram nesta rádio um programa, com o nome: "À Moda dos Guedes".

## Eventos
Anualmente, desde 1996, a Nova Era organiza a Gala Melhores do Ano - atualmente designada "Fornova Melhores do Ano", em que são distinguidos os melhores em várias categorias musicais, por votação direta dos ouvintes. A 23.ª edição teve lugar em março de 2022 na Exponor, em Matosinhos. A última edição desta premiação aconteceu em 2023. O perfil da premiação no Instagram indica que a próxima edição do evento se realizará em 2026. 

## Aquisição
Depois de transformada em Sociedade Anónima em finais de Outubro de 2008, a agora Rádio Nova Era, S.A., foi adquirida na totalidade do capital por Gabriel Montez, irmão de Luís Montez, do Grupo Luso Canal, detentor de várias rádios.